# Miconia urophylla
Miconia urophylla är en tvåhjärtbladig växtart som beskrevs av Dc.. Miconia urophylla ingår i släktet Miconia och familjen Melastomataceae. Inga underarter finns listade i Catalogue of Life.